# Автократов, Серафим Петрович
Серафи́м Петро́вич Автокра́тов (1833 — 2 января 1881) — русский писатель, переводчик, автор учебников.

## Биография
Родился в семье священника. Воспитывался в Санкт-Петербургской духовной академии. Кандидат с правом на степень магистра духовной академии (выпуска 1859 г.).
Определен учителем в Новгородскую семинарию, однако после выхода из духовного ведомства был послан в 1862 г. за границу для подготовки к профессорскому званию. Изучал в Германии логику, психологию, эстетику, историю философии, физиологию, микроскопическую анатомию, остеологию и неврологию под руководством В. М. Вундта, Р. Лотце, Г. Т. Фехнера, Э.Целлера. Кроме того, Автократов изучал в это время историю университетской жизни.
Напечатал (без имени):
- «Философические этюды. I. Смысл истории. II. Вещество и дух» (СПб., 1865);
- «Учебник психологии» (СПб., 1865);
- перевёл книгу Гоббса «Левиафан» (1868).